# Валбревена
Валбревѐна (на италиански и на лигурски: Valbrevenna) е община в Северна Италия, провинция Генуа, регион Лигурия. Разположено е на 533 m надморска височина. Населението на общината е 809 души (към 2011 г.).
Административен център на общината е село Молино Векио (Molino Vecchio).